# Fontaine commémorative de Diana, princesse de Galles
 (octobre 2023).

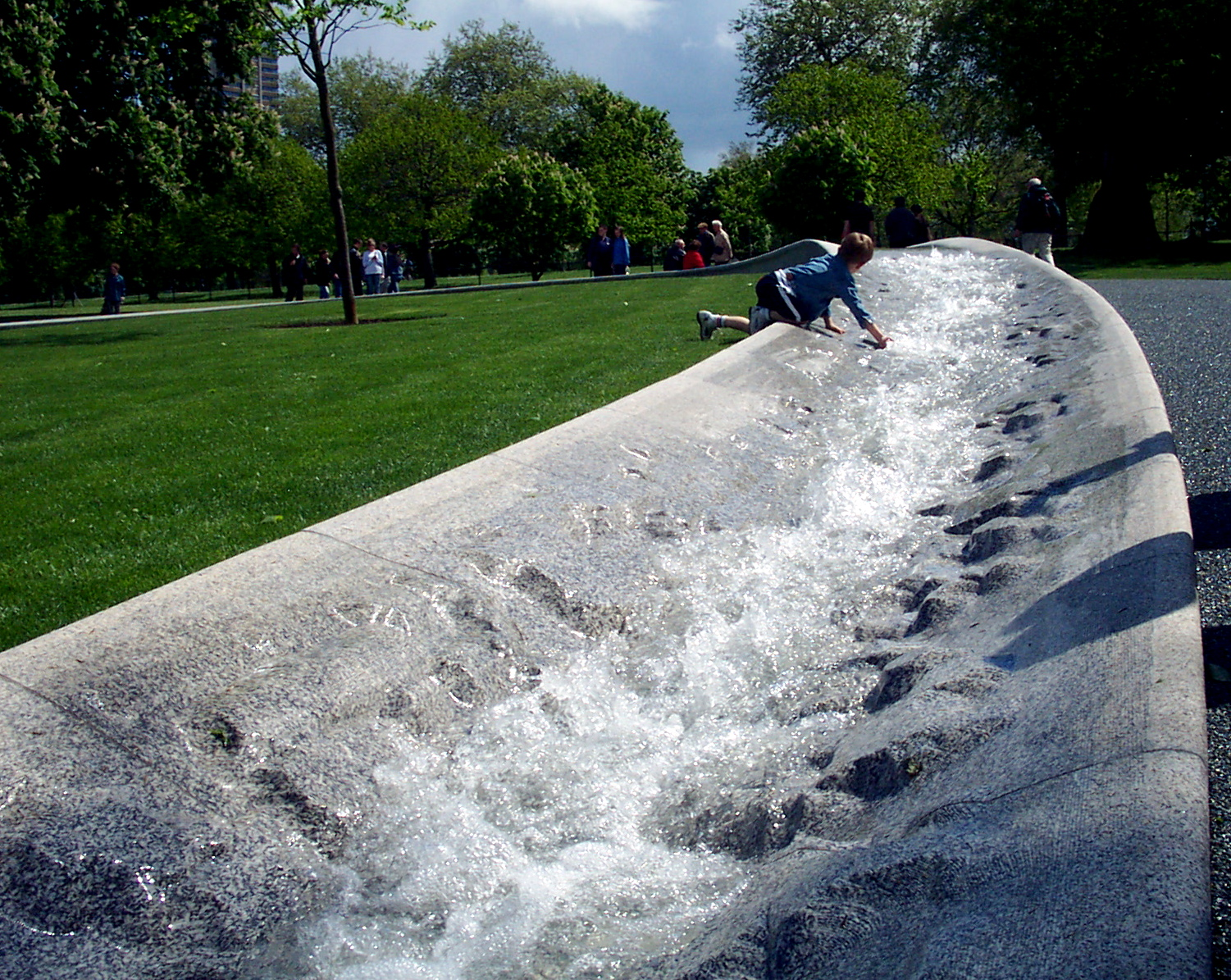
Partie bouillonnante du ruisseau.

La fontaine commémorative Diana princesse de Galles est située dans Hyde Park à Londres, au sud du lac Serpentine et à l'est de la galerie de Serpentine. La première pierre a été posée en septembre 2003 et la fontaine fut inaugurée par la reine Élisabeth II en juillet 2004.

## Présentation
L'auteur de la fontaine est Kathryn Gustafson, une paysagiste américaine. La fontaine est composée de 545 morceaux de granit des Cornouailles. Ceux-ci ont été taillés par la société S. Mc Connel et Fils, de Kilkeel en Irlande du Nord. La taille a été réalisée à l'aide d'un outillage assisté par ordinateur. 3,5 millions de livres ont été déboursés pour la construction de la fontaine.

### Description
La fontaine est de forme ovale et est l'assemblage de deux ruisseaux. Le centre et l'extérieur de l'ovale sont constitués de gazon. L'ovale a une dimension de 50 m sur 80 m. Le lit du ruisseau en granit est peu profond et mesure de 3 à 6 m de largeur. Elle est placée sur une légère pente du parc pour que l'eau pompée jusqu'en haut de l'ovale coule sur les deux côtés. D'un côté l'eau descend paisiblement vers le bas de l'ovale, l'autre côté est fait d'un mélange de marches, ruisselets, courbes et autres formes permettant à l'eau de bouillonner sur son tracé vers le bassin tranquille du bas. Les deux côtés représentent les deux aspects de la vie de la princesse Diana : les temps heureux et les temps troublés.

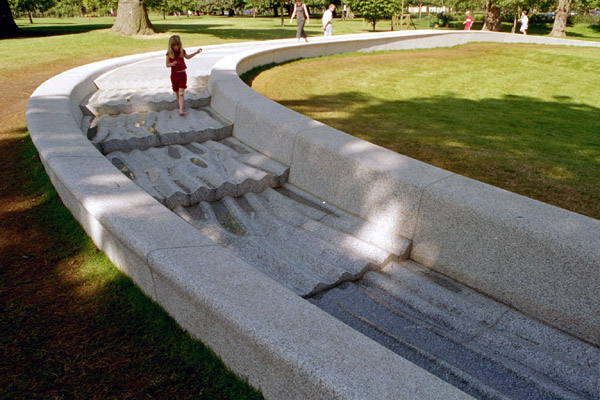
Détail du lit du ruisseau sans eau.

De plus, comme la princesse Diana était moderne et accessible, le but de la fontaine est de permettre au public d'accéder aux structures pour marcher tranquillement dans l'eau en rêvant. Mais peu de temps après l'ouverture, et à la suite de trois hospitalisations dues à des glissades dans l'eau, la fontaine a été fermée. La réouverture a eu lieu en août 2004 avec une nouvelle clôture et six gardiens pour empêcher les gens de marcher ou courir dans l'eau.
Bien que la fontaine n'ai pas été ouverte pendant la totalité de la saison 2004 et que le temps n'ait pas été trop pluvieux, l'herbe des rives a été quasiment anéantie et s'est transformée en bourbier.
À la suite de cela, en décembre 2004, un autre projet de rénovation a été mis en place. Celui-ci comprend un travail de drainage, le placement d'une surface dure pour les endroits forts fréquentés, ainsi que la plantation d'un gazon (ray-grass) plus résistant.

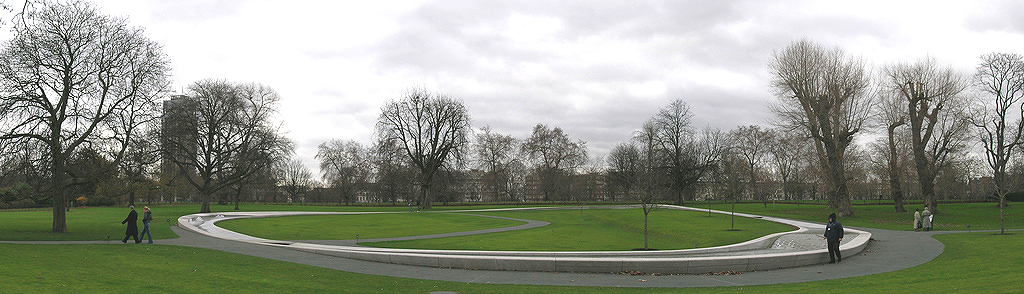
Vue générale.